# Habroloma
Habroloma är ett släkte av skalbaggar som beskrevs av Thomson 1864. Habroloma ingår i familjen praktbaggar.
Släktet innehåller bara arten Habroloma nanum.